# 細山鱂
細山鱂為輻鰭魚綱鯉齒目鯉齒亞目鯉齒鱂科的其中一種，分布於南美洲的的喀喀湖流域，體長可達5公分，棲息在中底層水域，生活習性不明。
其种加词来源于拉丁文“gracilis”，意为“纤细的”。